# Eduardo Flores
Eduardo Raúl "Bocha" Flores (La Plata, Argentina; 23 de abril de 1944-20 de enero de 2022) fue un futbolista y entrenador argentino. Jugaba de delantero.

## Trayectoria
Fue una de las figuras del Estudiantes de Osvaldo Zubeldía. Se inició futbolísticamente en las divisiones inferiores del club. Socio desde los 6 años de edad, tuvo su debut en el primer equipo con 18 años en la temporada 1962, antes de pasar a formar parte de la legendaria ‘Tercera que Mata’ de la mano de Miguel Ignomiriello. Con Osvaldo Zubeldía al frente del equipo se ganaría rápidamente un lugar en el plantel superior, en donde sería una pieza fundamental en la década de mayor éxito deportivo en la historia de Estudiantes de La Plata. 

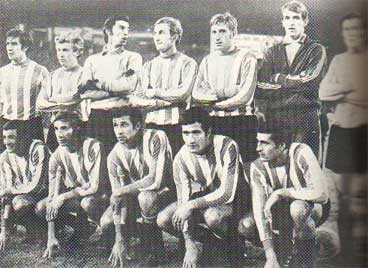
Eduardo Flores durante la Copa Libertadores 1970

El "Bocha" disputó 187 partidos y marcó 72 goles con la camiseta de Estudiantes entre 1962 y 1971. En el desglose por competencias jugó 162 encuentros en Primera División (65 goles) y 25 en copas internacionales (7 conquistas). Conquistó seis títulos (Torneo Metropolitano en 1967, de la Copa Libertadores en 1968, 1969 y 1970, la Copa Interamericana de 1968, y la más importante de todas: la Copa Intercontinental en 1968), más allá de que no tuvo minutos en las finales de 1968 frente al Manchester United.
El destino lo dejó afuera de la definición de la Copa Intercontinental de 1968 por una lesión en su rodilla, pero el Bocha siempre fue reconocido como uno más de ese gran plantel, y con toda razón: en la Copa Libertadores que meses antes le permitió al Pincha llegar a esa histórica serie tuvo un rol fundamental.
Tres goles anotó en aquella copa, todos claves, todos para ganar: 1-0 en el Campín de Bogotá ante Millonarios, 1-0 frente a Independiente en la Segunda Fase y el 2-1 en la primera de las tres finales con Palmeiras. Además fue vital en las finales de 1969 ante Nacional, ya que marcó el único tanto en el 1-0 en el Centenario y abrió el segundo encuentro (2-0) en 1 y 55. En su posición, era un goleador de buen manejo del balón, considerado como el compañero ideal de Juan Ramón Verón. 
Luego de una trayectoria de diez temporadas en el club platense, jugó en el Nancy y Toulouse de Francia. Jugó en Los Andes, en 1975 para luego culminar su carrera como futbolista en Defensores de Cambaceres en 1977, club en el que era el DT (entre 1975 y 1977), pero jugó a la vez 2 partidos marcando incluso un gol. Como entrenador, dirigió a Estudiantes de La Plata, y categorías juveniles de Estudiantes.

### Su relación con Michel Platini
En 1972, el "Bocha" se incorporó a la Association Sportive Nancy-Lorraine, de Francia, club más conocido como AS Nancy, con sede en la ciudad de Larraine. En esta etapa de su carrera, Flores conoció al mismísimo Michel Platini, por entonces un juvenil que impresionó al Bocha, quien lo recomendó a la dirigencia de la institución cuando salió a buscar a un organizador de juego.
Esta relación fue admitida por el propio Platini, destacado futbolista del seleccionado de Francia e expresidente de la UEFA, quien elogió al argentino al recordar que heredó su puesto cuando subió a Primera. “En Nancy tomé el puesto de un extraordinario jugador argentino, que era Eduardo Flores. Un jugador muy inteligente, tenía 34 años y una zurda impresionante”, destacó quien fuera quizás el jugador más destacado del fútbol francés.

## Fallecimiento
Murió el 20 de enero de 2022, de una enfermedad pulmonar.

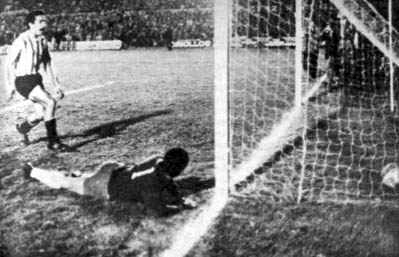
Gol a Nacional de Montevideo.
Nacional 0 - Estudiantes 1
15 de mayo de 1969

## Trayectoria como futbolista
- 1962-1971 Estudiantes de La Plata
- 1972-1974 Nancy[11][12]
- 1974-1975 Toulouse[13]
- 1975 Los Andes
- 1977 Defensores de Cambaceres[14]

## Trayectoria como entrenador
- 1975-1977 Defensores de Cambaceres
- 1991-1992 Estudiantes de La Plata

## Palmarés

### Campeonatos nacionales
| Título           | Club                    | País      | Año    |
| ---------------- | ----------------------- | --------- | ------ |
| Primera División | Estudiantes de La Plata | Argentina | M-1967 |

### Campeonatos internacionales
| Título                | Club                    | Sede       | Año  |
| --------------------- | ----------------------- | ---------- | ---- |
| Copa Libertadores     | Estudiantes de La Plata | Montevideo | 1968 |
| Copa Intercontinental | Estudiantes de La Plata | Mánchester | 1968 |
| Copa Interamericana   | Estudiantes de La Plata | Montevideo | 1969 |
| Copa Libertadores     | Estudiantes de La Plata | La Plata   | 1969 |
| Copa Libertadores     | Estudiantes de La Plata | Montevideo | 1970 |